# Kongregation der Schwestern von der Schmerzhaften Mutter

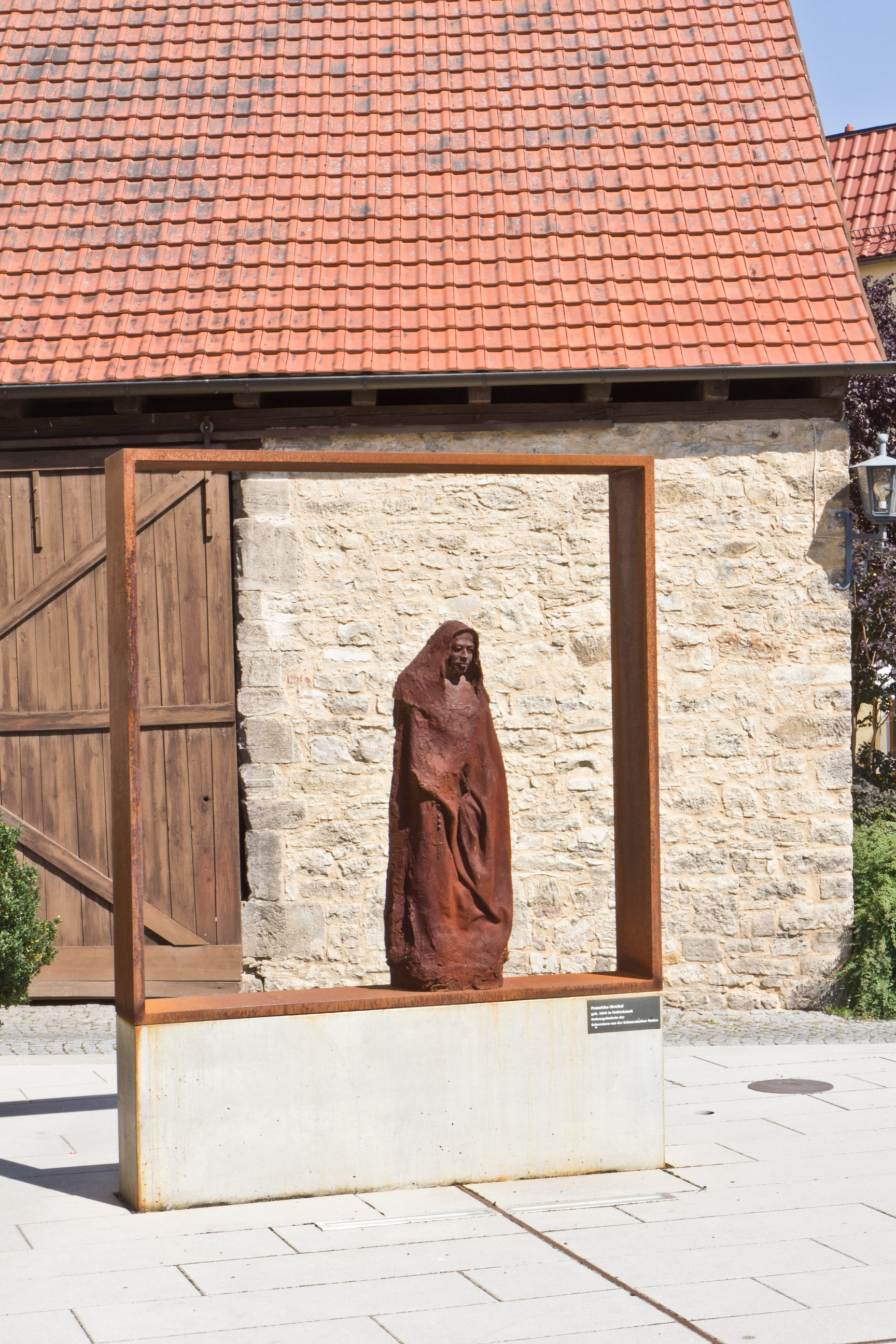
Streitel-Denkmal in Mellrichstadt

Die Schwestern von der Schmerzhaften Mutter (Ordenskürzel: SSM) oder Abenberger Franziskanerinnen sind ein römisch-katholischer Frauenorden, der die Regel des Dritten Ordens des heiligen Franz von Assisi zur Grundlage hat.

## Geschichte
Die Kongregation wurde 1883 von Franziska Streitel in Rom gegründet. Zwei Jahre später bestätigte das Bistum Rom die neue Kongregation. Ihre Hauptaufgaben liegen in Erziehung und Krankenpflege.
1887 erwarben die Schwestern in Rom ein Haus in der Nähe des Petersplatzes und gründeten von dort aus weitere Niederlassungen, so 1889 in den USA und 1892 in Österreich. In der Zeit des Kulturkampfes in Deutschland war eine Gründung dort schwierig, die in der Mehrzahl deutschen Schwestern arbeiteten daher zum größten Teil in Italien und Österreich. Es gelang erst ab 1920, dauerhafte Konvente in Deutschland zu bilden.
In Abenberg, einer Stadt im mittelfränkischen Landkreis Roth wurde 1920 das seit der Säkularisation verlassene Augustinerinnenkloster Kloster Marienburg als Mutterhaus eingerichtet, an das ein Lehrerinnenseminar und ein Erzieherinnenseminar angeschlossen wurden. In Abenberg richteten die Schwestern eine Mädchenrealschule ein, die sich seit 2003 in der Trägerschaft des Bistums Eichstätt befindet.
Seit 1925 befindet sich das Mutterhaus der Kongregation in Rom in der Via Paolo III, unweit des Vatikans. Heute gibt es Schwestern in Italien, Deutschland, Österreich, USA, der Karibik, Brasilien und Tansania.